# Torre de Fang
La Torre de Fang, o Torre del Fang es una antigua masía ubicada en el cruce de las calles Clot i Espronceda del barrio de  La Sagrera, en el Distrito de San Andrés de Barcelona (España). Está catalogada como Bien Cultural de Interés Local.

## Historia
La Torre de Fang fue una de las múltiples masías que poblaron San Martín de Provensals, un municipio esencialmente agrícola antes de su anexión a Barcelona. La proximidad del riego de la Acequia Condal y de la Carretera de Ribes (el camino real que unía San Andrés de Palomar y San Martín de Provensals con Barcelona), favorecieron su ubicación en este emplazamiento.
Aunque leyendas como el «Corazón Devorado» situarían su origen en el siglo XII, la fachada más antigua de la finca, con sillares de piedra, ha sido datada entre finales del siglo XIII y principios del siglo XIV. La primera referencia documentada aparece en el dietario de la Generalidad del 23 de febrero de 1559, donde se menciona el edificio como Torre de la Virgen María, anteriormente Torre del Diablo.
Fue propiedad de la familia de Galzeran de Gualbes, mercader y banquero del siglo XIV que llegó a ser miembro del Consejo de Ciento. Más tarde, la finca y sus tierras pasaron, vía donación, al clero y órdenes religiosas. Según algunos estudios históricos, durante el sitio de Barcelona de la Guerra de Sucesión (1713-1714) la torre fue utilizada por el ejército borbónico como base de su artillería para bombardear la ciudad.
En 1854 gran parte de los terrenos agrícolas de la finca fueron expropiados para el tendido de la línea férrea a Granollers, que posteriormente fue prolongada hasta Francia. En 1918 la finca perdió su función agrícola al ser adquirida por Fomento de Obras y Construcciones. La compañía constructora destinó la torre a sus oficinas y los terrenos agrícolas se emplearon para la fabricación y el almacenaje de adoquines, destinados a la pavimentación de las calles del Ensanche.
Posteriormente la torre quedó en desuso, sufriendo la degradación de la zona, con la aparición del barrio chabolista de La Perona a su alrededor. En 1984, coincidiendo con un proyecto municipal de recuperación de la zona, que supuso la eliminación de las barracas y la construcción del Puente de Calatrava, la finca fue adquirida por el Ayuntamiento de Barcelona, que la restauró y catalogó como bien arquitectónico. El edificio pasó a albergar los servicios de normalización lingüística, el centro de recursos pedagógicos y el archivo histórico de San Martín.

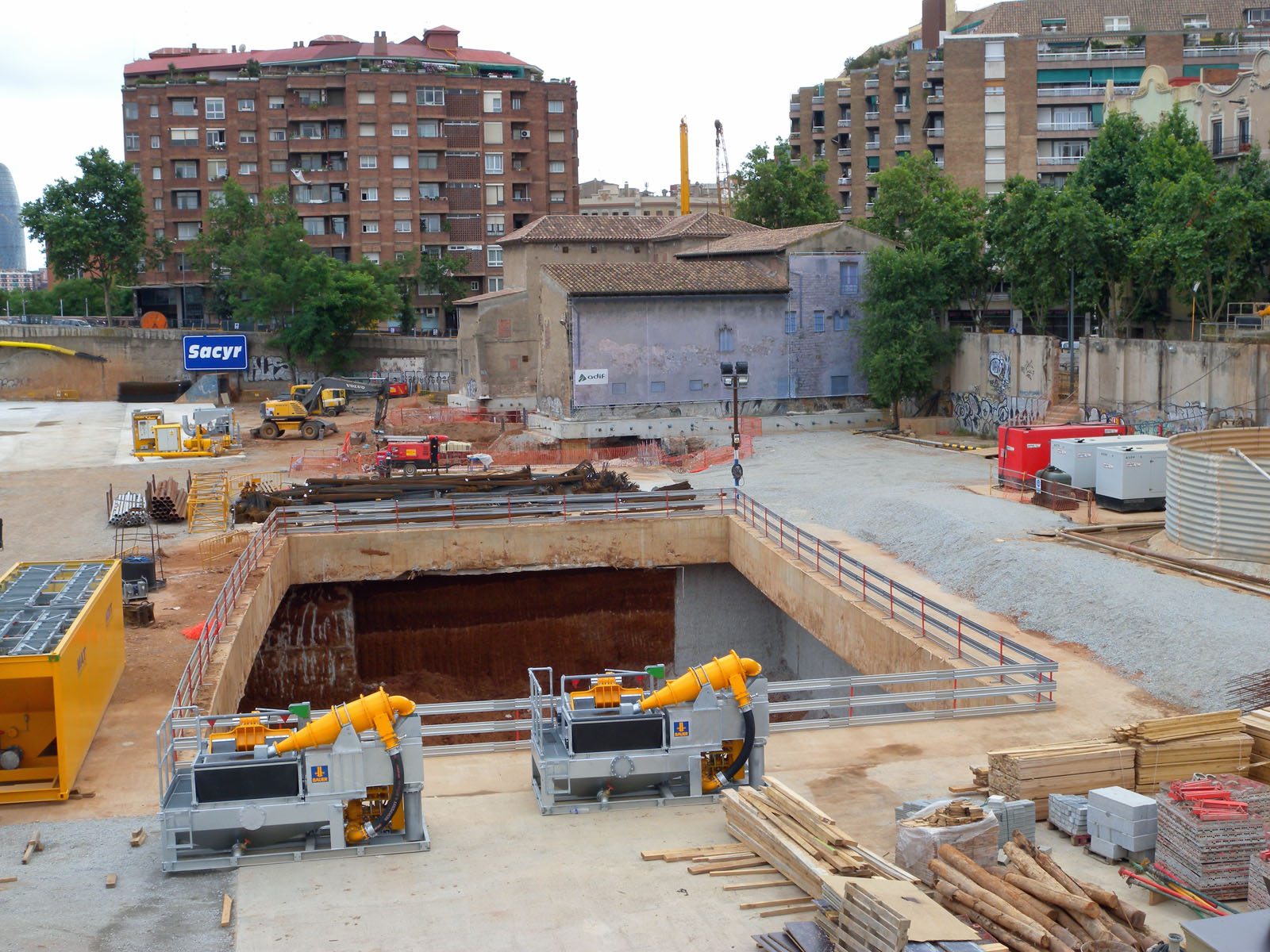
La Torre de Fang suspendida durante la construcción del túnel de alta velocidad, en 2009.

Desde finales de los años 2000 la finca permanece cerrada y en desuso, afectada por las obras de la alta velocidad en La Sagrera. En 2006 el Ministerio de Fomento presentó el proyecto para la construcción del túnel de alta velocidad Barcelona Sants-La Sagrera, que preveía la construcción del pozo de ataque de la tuneladora en el mismo emplazamiento del edificio. Por este motivo, el proyecto del Ministerio proponía conservar únicamente las fachadas de las calles Clot y Espronceda, derribando el resto del conjunto para su posterior reconstrucción. Sin embargo, la presión de las asociaciones vecinales y de la oposición municipal obligaron a modificar el proyecto original, conservando íntegramente el conjunto.